# Quinto Sertorio

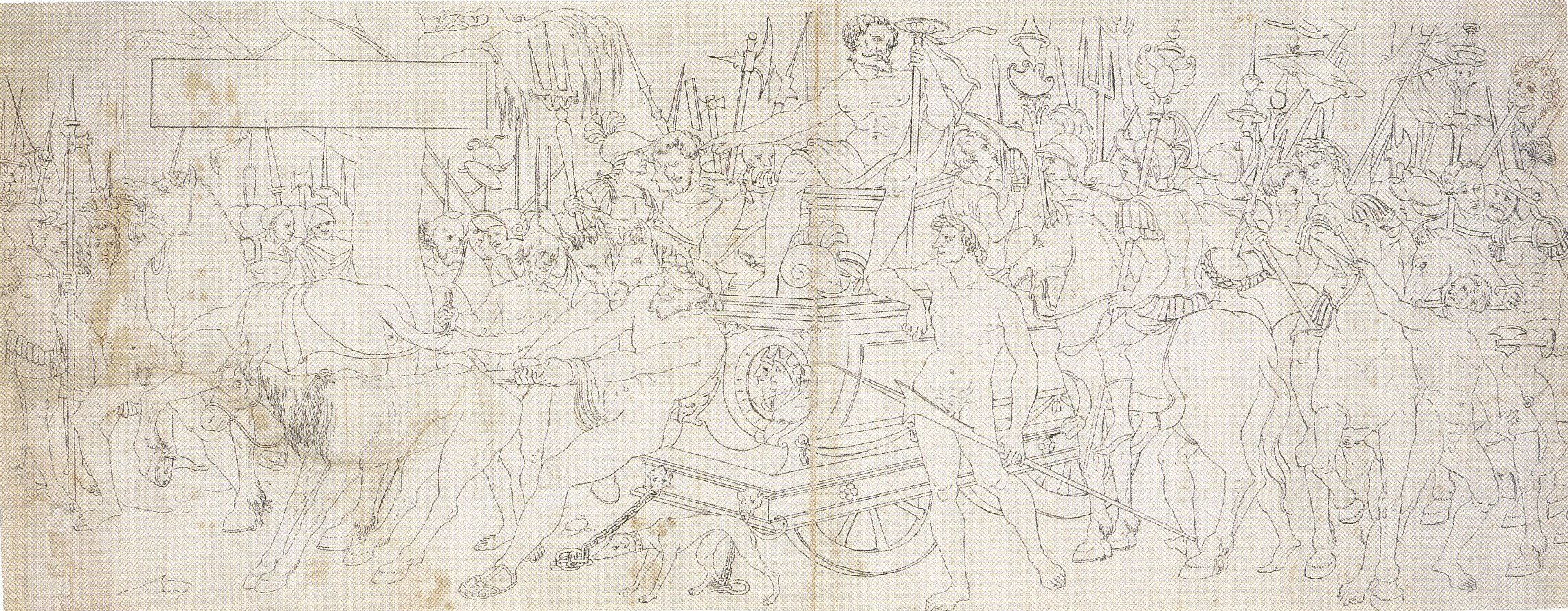
Quinto Sertorio
Hans Holbein el Joven

Quinto Sertorio, en latín Quintus Sertorius (Nursia, 122 a. C. - Osca, 72 a. C.), fue un destacado político y militar romano de la época final de la República romana, célebre por el movimiento antisilano que dirigió en Hispania. Posteriormente fue mitificado como héroe nacional de España y Portugal.
Perteneciente a una familia humilde aunque relacionada con la aristocracia republicana por medio de su tío, Cayo Mario, sirvió a sus órdenes durante la guerra de Yugurta y durante la guerra cimbria, donde se labraría cierta fama como militar. Su carrera política comenzó cuando fue nombrado tribuno militar (97 a. C.) y destinado a Hispania, en donde sirvió a las órdenes de Tito Didio; aquí mostró de nuevo sus habilidades militares y llegó a ser condecorado con una corona gramínea (93 a. C.) tras derrotar a unos rebeldes en Cástulo.
En el año 90 a. C. fue elegido cuestor de la Galia Cisalpina. Tras expirar su tiempo en el cargo, combatió en calidad de legatus durante el transcurso de la guerra Social. Cuando estalló la guerra civil entre su tío y su antiguo lugarteniente, Sila, se declaró aliado del primero; no obstante, al ser nombrado pretor por el régimen de Cinna y Carbón, se trasladó a Hispania antes de que los conservadores tomaran la capital. 
Tras ser nombrado dictador por el Senado, Sila decidió acabar con el último vestigio del régimen rebelde que aún se resistía a someterse a su persona; para ello enviaría a dos de sus comandantes más hábiles y leales, Metelo Pío (79 a. C.) y Pompeyo (76 a. C.).
La llegada de este último inclinaría la balanza bélica a favor de los conservadores que, en una campaña conjunta, acabaron con casi toda la resistencia (74 a. C.). Estas últimas derrotas dieron pie a la concepción de una conspiración liderada por Marco Perpenna Ventón que acabó con su vida en 72 a. C. El propio Perpenna asumió el liderazgo del régimen rebelde, al que Pompeyo aplastó pocos meses más tarde.

## Juventud
Sertorio nació en Nursia (Sabinia) hacia el año 122 a. C., en el seno de una familia ecuestre. Siendo huérfano de padre, su madre Rhea se encargó de su formación y su educación, muy probablemente ayudada por un familiar varón cercano como tutor, siendo miembro de una de las tribus más relevantes de su población originaria, la Velina o, más posiblemente, la Quirina. Pronto destacó como buen orador. 
Tras conseguir su toga viril, marchó a Roma y a los veinte años empezó su carrera militar bajo el mando de Quinto Servilio Cepión y Tito Didio, tras el relevo del primero por Cayo Mario se distinguió en las labores de exploración, tal vez como praefectus turmae o alae algo que después le serviría en sus posteriores combates.
Sin embargo, su prestigio le vendría a raíz de sus valerosas intervenciones militares en las batallas de Arausio (105 a. C.) y Vercelae (102 a. C.) contra los cimbrios y teutones a las órdenes de Cneo Malio Máximo y Cayo Mario, respectivamente. Según las fuentes, en este año Sertorio había entrado en el territorio de los cimbrios para conocer sus movimientos aprovechando sus conocimientos de la lengua celta. Posteriormente sirvió como tribuno militar, tribunus militum pufuli al ser elegido por el cónsul Tito Didio el 98 a. C. y no por los comicios, en Hispania bajo Tito Didio (97 a. C. a 93 a. C.), accediendo también de la mano del mismo cónsul, que había recibido la magistratura de la Hispania Citerior y ganó una corona gramínea al reprimir un motín militar en Cástulo.
En 90 a. C. fue nombrado cuestor, permaneciendo en la Galia Cisalpina. Poco tiempo después tomaría parte en la guerra Social en calidad de legado. Durante la guerra civil se declaró enemigo de Sila, mandando, según nos dice Apiano, una de las cuatro legiones que ocuparon Roma bajo el gobierno de Mario y de Cinna. 
No obstante esta colaboración, se mostró contrario a las ejecuciones que siguieron al establecimiento de dicho gobierno. A los cinco días del comienzo de éstas, Sertorio ordenó a sus tropas (mucho más disciplinadas que las de Mario, que se habían reclutado entre gladiadores, esclavos y demás) aniquilar a los libertos responsables de las atrocidades, acción que Mario se tomó con sorprendente calma, sin tomar represalia alguna.

## La oposición a Sila
Sertorio fue un miembro activo del gobierno de Cinna. En 83 a. C. viajó a la Hispania Citerior en calidad de pretor, pero después de que Sila se apoderara de la ciudad de Roma, nombró a Cayo Valerio Flaco gobernador de la Citerior, por lo que Sertorio se convirtió en un rebelde que dirigió la lucha contra el dictador en las llamadas Guerras Sertorianas. Durante esta etapa trató de atraerse el apoyo de las tribus indígenas de la península mediante el trato afable, el alivio de los tributos y el levantamiento de la obligación de alojar a los soldados en sus poblaciones. 
El año 82 a. C. Valerio Flaco y Cayo Annio Lusco intentaron desalojar a Sertorio de su gobierno con veinte mil hombres. El ejército adicto a Sila marchó hacia los Pirineos, cuyos pasos orientales estaban fortificados por orden de Sertorio, quien había confiado su custodia a su lugarteniente Livio Salinator con seis mil hombres, y probablemente estableció una segunda línea defensiva a la altura del Ebro.
Habiendo sido asesinado Salinator, los partidarios de Sila pudieron entrar en la provincia, y Sertorio hubo de huir con los tres mil hombres que le quedaban a Carthago Nova, y después a Mauritania (81 a. C.), donde existía una fuerte facción adicta a los populares de Roma, al parecer con 120 navíos y 800 transportes aunque tras intentar desembarcar en Mauritania lo hizo en Ebusus.
Las fuentes, en ocasiones poco fiables, mencionan la colaboración de Sertorio con piratas cilicios en acciones contra las islas de Ibiza y de Plana y, posteriormente, contra la costa mauritana. Aquí venció a la guarnición romana mandada por Pacciano, que Sila había enviado en ayuda de Ascalis, vasallo del rey Boco de Mauritania, y poco más tarde puso sitio a la ciudad de Tingis, que cayó en su poder.
Sertorio desembarca en la península ibérica el año 80 a. C. atravesando el estrecho de Gibraltar en la primavera del año 80 a. C., Sertorio se encontraba nuevamente en la península al frente de un ejército de tres mil trescientos hombres formado por dos mil soldados romanos que le habían permanecido leales, setecientos jinetes mauritanos y seiscientos auxiliares locales. Aunque otros autores como Plutarco detallan su contingente en 7300 hombres.
Su cómoda victoria en un combate naval frente a Mellaria sobre el propretor Cayo Aurelio Cota, enviado con una pequeña flota por Sila, le permitió desembarcar en Baelo Claudia y explica que Sertorio concertara una alianza con los rebeldes lusitanos, que le designaron como jefe, y se le unió entonces un importante contingente de cuatro mil infantes y setecientos jinetes. En el estuario del Guadalquivir se impuso con facilidad a las legiones del nuevo propretor de Sila en la Hispania Ulterior, Lucio Fufidio, causándoles dos mil bajas, pudo alcanzar la Lusitania a finales del año y quien entonces pediría la ayuda de Lucio Domicio Calvino, procónsul de la Citerior, quien acudiría casi dos años más tarde, al ser requerido por Quinto Cecilio Metelo Pío.

## La llegada de Metelo
Sila, preocupado por el curso de los acontecimientos en la Hispania Ulterior, decidió enviar a la península a Quinto Cecilio Metelo Pío (79 a. C.), en calidad de procónsul de la Ulterior al frente de dos legiones y numerosos auxiliares (unos 15 000 hombres) con la intención de entrar en combate inmediatamente, cosa que Sertorio supo evitar de primeras. Al asediar Metelo la ciudad de Lacóbriga hay autores que consideran la zona del norte del Tajo como el área de control de Sertorio, algo que se refuerza con los combates registrados en las cercanías de ciudades como Dipo y Conistorgis, y que esta acción junto con la creación del campamento fortificado de Castra Caecilia, en las proximidades de Cáceres muestra la intención de aislar a Sertorio en la otra parte del Tajo para así cortar sus líneas de suministro desde el sur.
El enfrentamiento entre ambos ejércitos tuvo lugar, durante ese año y el siguiente, en el sur de Lusitania. Sertorio supo actuar con acierto pese a la inferioridad numérica de sus efectivos (apenas 8000) y las tropas de Sertorio lograron romper el cerco que Metelo había puesto a Lacóbriga, obligando a este a replegarse a la zona del Guadiana, aunque otros autores también ponen como posibilidad que invernara en el campamento de Castra Caecilia, siendo entonces cuando requirió la asistencia de Marco Domicio Calvino.
Envió a su lugarteniente Lucio Hirtuleyo a detener las tropas del gobernador de la Citerior, Marco Domicio Calvino, que acudía en ayuda de Metelo siguiendo la línea del Tajo. Hirtuleyo no sólo venció a Calvino cerca de Consabura, sino que, desplazándose más hacia el Este, derrotó a las tropas de auxilio del procónsul de la Narbonense, Lucio Manlio, cerca de Ilerda (78 a. C.).
Sertorio se condujo como un hábil político: instituyó un Senado y conservó las formas de gobierno romanas, titulándose únicamente procónsul. Mediante una eficaz política de alianzas, tolerancia y justicia, y con un trato suave para los gobernados (rebajando los impuestos entre otros hechos), se ganó la adhesión de los pueblos de las Hispanias. Su caballerosidad contribuyó a acrecentar el apoyo popular y la adhesión de los provinciales, sobre todo de la Citerior, que dominaba por completo, junto a buena parte de la Ulterior.
Según Frontino, Sertorio se presentaba ante sus soldados lusitanos con una cierva blanca, a la que atribuía el don de la profecía, para así obtener la obediencia de los "bárbaros". 
La base principal de Sertorio era la región del Alto Ebro: Calagurris (Calahorra, La Rioja), poblada por celtíberos; Osca (Huesca), donde creó un Senado independiente de Roma y la sede de una Academia ; en Ilerda (Lérida), en territorio de los íberos ilergetes. También tenía un fuerte apoyo en toda la zona costera alrededor de la capital provincial Tarraco (Tarragona).
Sertorio debió reconciliarse con los celtíberos, que le prestaron su apoyo. Esta adhesión despertaría los recelos de los vascones, que rivalizaban con los celtíberos por la posesión del Valle del Ebro, y que anteriormente habían disfrutado del favor romano. Aliados los celtíberos con Sertorio, los vascones apoyarían a sus rivales.
Tito Livio indica que en el año 77 a. C. Sertorio ordenó a Hirtuleyo regresar a la Lusitania, cuya defensa le fue encomendada, en tanto que él siguió con sus tropas el curso del río Ebro, aguas arriba, pasando por Bursao (Borja, Zaragoza), Cascantum (Cascante, Navarra, al sur de Tudela) y Graccurris (Alfaro, La Rioja) hasta Calagurris (Calahorra, La Rioja), y al día siguiente de este trayecto pasó a las tierras de los berones. Parece desprenderse de este texto que los vascones habían conseguido establecer una cuña o cabeza de puente al sur del Ebro, más allá de Calahorra, acaso siguiendo el curso del río Cidacos, y habían penetrado al sur hasta un punto indeterminado en que empezaba el territorio de los berones, estableciendo finalmente su cuartel de invierno de Castra Aelia.
En este momento Sertorio pudo cruzar el territorio vascón sin dificultades. Probablemente la hostilidad era larvada. Los vascones esperarían la llegada de fuerzas adictas a los optimates para desencadenar su oposición. Por otra parte, Sertorio estaba en el apogeo de su poder y poca oposición podían ofrecer los vascones de la zona allende el Ebro, que probablemente sólo representaban a una parte de los vascones, y que si habían conseguido establecer una cuña al otro lado del Ebro, habría sido bien con la anuencia de Roma o bien a costa de luchas, que si continuaban, podían debilitarlos. Quizá los celtíberos esperaban de su alianza con Sertorio desembarazarse de la presión de los vascones.
En cualquier caso, en este mismo año, Marco Perpenna unió sus tropas a las de Sertorio, engrosando así su ejército con 40 cohortes (unos 20.000 hombres de infantería) y 100 turmas (unos 3000 jinetes) que le permitían dominar casi toda la Hispania Citerior. Tampoco renunció Sertorio a reordenar el territorio sometido a su control. Creó un Senado formado por los exiliados romanos, fundó una Academia en Osca para la educación romana de los hijos de la aristocracia indígena y entrenó a las tribus celtíberas conforme a las tácticas militares romanas. Por ese entonces, siguiendo a Orosio Sertorio ya tenía unos 8000 jinetes y 60.000 infantes en sus fuerzas, dos tercios de ellos aliados iberos y sólo 2000 legionarios veteranos al mando de Perpenna.

## La llegada de Pompeyo
El Senado de Roma envió a la Citerior a Cneo Pompeyo Magno, quien cruzó los Pirineos por su parte oriental al frente de seis legiones (30 000 legionarios y unos 2500 jinetes) más 20 000 auxiliares, y penetró en la provincia en 76 a. C. Ese mismo año, Pompeyo fracasó estrepitosamente en su intento de liberar del asedio sertoriano la ciudad de Lauro, también conocida entonces como Edeta, hoy Liria, que a causa de disensiones internas había cambiado de bando. El general sabino realizó una hábil maniobra táctica que le ocasionó a Pompeyo la pérdida de 10 000 hombres y algunos de sus oficiales en una brillante acción militar, mientras el grueso de sus fuerzas luchaban contra Pompeyo, envió una fuerza de 6000 hombres a atacar por la retaguardia al enemigo. Pompeyo, humillado y derrotado, sin suministros y encerrado en su campamento, fue testigo del escarmiento del sabino. Sertorio fue indulgente con la población civil pero no con la ciudad que fue saqueada e incendiada, además envió dos cohortes a saquear los restos del campamento pompeyano. Mientras Pompeyo se retiraba durante la noche, fue emboscado por 2000 jinetes y 20 cohortes de infantes comandas por Tarquino Prisco y Octavio Grecimo, sufrió la pérdida de otros 10 000 soldados. Otros 5000 aliados suyos que intentaron defender su retaguardia fueron masacrados y dispersados.
Un año después, gracias a la colaboración de los dos procónsules, el curso de la guerra comenzó a cambiar: Metelo logró vencer a Hirtuleyo en Itálica y, meses después, destruir su ejército en la batalla del río Silingis (probablemente en las inmediaciones de una Segovia de difícil localización) en la cual perdió la vida el propio Hirtuleyo con 20.000 de sus hombres. A continuación, Metelo salió a marchas forzadas a reunirse con Pompeyo, el cual tras derrotar a Cayo Herennio y 20.000 de sus hombres cerca de la actual Valencia, uno de los lugartenientes de Sertorio, el cual murió frente a los muros de la ciudad junto a más de 10 000 soldados, y conquistar la colonia aliada de los rebeldes de Valentia Edetanorum, tuvo un desafortunado encuentro con el general sabino en el río Sucro. La batalla tuvo un desenlace dudoso, 3.000 sertorianos y 6000 pompeyanos murieron en ella. En un flanco salió victorioso Lucio Afranio, uno de los oficiales de mayor prestigio de Pompeyo, mientras que en otro flanco fue el propio Sertorio quien frenó la derrota parcial de su lugarteniente Perpenna. En esta cruenta batalla salió herido el mismo Pompeyo tras la refriega con un íbero. Sertorio y Perpenna perdieron cerca de 15 000 de sus hombres, y los senatoriales una cifra similar. Sertorio huyó de Sucrone tras la batalla al cerciorarse que las avanzadas del ejército de Metelo aparecieron por el suroeste de la llanura de Sucrone. Hubo un tercer enfrentamiento campal frente a los muros de Arse poco después, de idéntico resultado ambiguo, que se saldó con la muerte de Lelio, cuñado de Pompeyo, y la aparatosa herida en combate de Metelo, con el que concluyeron las campañas de 75 a. C.
Sin duda durante estos meses los vascones, o una parte de ellos, concertaron una alianza con Pompeyo, quien avanzado el año y encontrándose escaso de víveres, se retiró a su territorio. Aquel mismo invierno fundó la ciudad de Pompaelo, quizá sobre una aldea preexistente.
En el año 74 a. C. Pompeyo disponía de 45.000 hombres en su ejército gracias a los refuerzos que recibió desde Roma, mientras que Sertorio cerca de 20.000 y además veía menguar sus fuerzas, más por las deserciones que por bajas en combate. Entonces los senatoriales cambiaron su táctica: en lugar de enfrentar al hábil Sertorio en costosas campañas campales optaron por asediar y conquistar una por una las plazas fuertes enemigas. Sin embargo, Sertorio consiguió causarles numerosas bajas al socorrer oportunamente a sus ciudades. A esto se suma que los senatoriales tras apoderarse de las zonas costeras llevaron la guerra al interior de la península, evitando así la llegada de refuerzos y suministros por mar a los sertorianos.

## Muerte de Sertorio

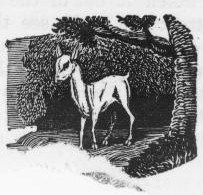
Diana, la pequeña corza blanca que acompañó a Sertorio en sus últimos años, se convirtió en el símbolo de la buena fortuna de su dueño, quien afirmaba contar con el favor de la diosa del mismo nombre.

En 74 a. C., ambos Pompeyo y Metelo— avanzaron en dos frentes (el primero por el valle del Duero hacia el oeste, y el segundo en el frente oriental, a lo largo del valle del Jalón), asediando los puntos fuertes de Sertorio, destruyendo los campos y tratando de atraerse a la población indígena. Las dificultades de Sertorio parecen venir confirmadas por el pacto suscrito con Mitrídates VI, rey del Ponto y eterno enemigo de Roma quizá ya a finales de 75 a. C.Pompeyo y Metelo se unieron, a finales de esta campaña, en su intento de tomar Calagurris, ciudad defendida personalmente por Sertorio. El fracaso de ambos procónsules les costó diez mil soldados, frente a los mil doscientos de Sertorio y les obligó a retirarse y esperar, tras el invierno, a una nueva campaña.
Durante el año 73 a. C., Pompeyo, sin la ayuda ya de Metelo, llevó a cabo una intensa campaña de conquistas en la Celtiberia, lo que obligó a Sertorio a hacerse fuerte en el valle del Ebro (especialmente en las ciudades de Ilerda, Osca y Calagurris). Las plazas fuertes de Sertorio en el Levante —Tarraco y quizá Dianium— también cayeron durante estos meses. Finalmente, ya en el año 72 a. C., una conspiración de sus más directos colaboradores, encabezada por el instigador Marco Perpenna y secundada por Aufidio, Octavio Graecino, Fabio el Hispaniense, Antonio y otros cuantos allegados más del sabino, puso fin a su vida durante un banquete organizado por el propio Perpenna en su villa de Osca con el pretexto de agasajar a Sertorio por una falsa victoria.
Marco Perpenna asumió el gobierno de las pocas plazas que se mantenían firmes a la rebelión en la Citerior como sucesor de Sertorio, pero poco después fue derrotado en combate al presentarle batalla a Pompeyo, cayó prisionero en el lance y fue ejecutado poco después por orden directa de Pompeyo. Con su ejecución evitó que Marco Perpenna utilizase cierta correspondencia comprometedora que consiguió tras la muerte de Sertorio que inculpaba a muchos aristócratas itálicos en la revuelta. 
En este momento, diversas ciudades se sometieron a Pompeyo, entre ellas Osca. También se sometieron los vascones leales a Sertorio. Sólo cuatro ciudades se resistieron: Tiermes, Uxama (Osma), Clunia y Calagurris, pero las cuatro fueron tomadas por los legionarios romanos. Cabe mencionar de manera especial la obstinación final de Calagurris, en cuyo asedio, según la propaganda de la época, los sertorianos más radicales llegaron a la antropofagia antes de rendirse a las tropas pompeyanas. Este hecho trascendió tanto en la opinión pública que bien entrado el Imperio aún se hablaba de la fames calagurritana. La mayoría de los prófugos sertorianos huyeron a Mauritania o se unieron a los piratas cilicios.
La personalidad de Sertorio fue presentada de forma muy distinta, tanto por la tradición romana (Plutarco es favorable a su persona, mientras Apiano es contrario a ella) como por la moderna historiografía.
(Roma no paga a traidores)

## Legado
Sertorio es recordado por haber demostrado un sincero deseo de integrar a los locales a la civilización clásica, hacerlos romanos, a diferencia de muchos de sus compatriotas, que los veían con desprecio y consideraban las tierras conquistadas como una mera fuente de botines, gloria, recursos, esclavos e impuestos. El caudillo consiguió crear «una República Romana de bolsillo» o «Estado Romano paralelo» en la provincia más importante para la República de entonces.